# Модульна арифметика

Операції з часом на цих годинниках використовують правила арифметики по модулю 12. 9+4 ≡ 1 mod 12.

Мо́дульна арифме́тика — це система арифметики цілих чисел, в якій числа «обертаються навколо» деякого значення — модуля.
Найбільш відомий приклад модульної арифметики — це запис часу в 12-годинному форматі, в якому день ділиться на два 12-годинних періоди. Якщо зараз 9:00, то через 4 години на годиннику буде 1:00. Якщо просто додати, то 9 + 4 = 13, але це неправильна відповідь, тому що на годиннику по досягненні стрілки 12-ї години, замість 12:00 ми отримуємо 00:00. Тому правильна відповідь, що на годиннику буде 1:00.
Аналогічним чином, якщо годинник починає відлік о 12:00 (опівдні) і пройде 21 година, то час буде 9:00 наступного дня, а не 33:00. Оскільки годинник починає новий відлік часу після досягнення 12, то це буде арифметика за модулем 12. 12 відповідає не тільки значенню 12, але також і 0, так що час, який називається «12:00», також може бути названий «0:00», оскільки 0 ≡ 12 mod 12.
Ще один підхід до модульної арифметики пов'язаний з остачами від ділення цілих чисел на певне задане натуральне число. Фактично в ній розглядаються класи еквівалентності певного натурального числа.
У сучасному вигляді модульна арифметика була розвинута Гауссом в Disquisitiones Arithmeticae (1801).

## Рівність за модулем
Два цілих числа a і b називаються рівними (конгруентними) за модулем n, якщо при цілочисельному діленні на n вони мають однакові остачі. Рівність чисел a і b за модулем n записують так:
{\displaystyle \ a\equiv b{\pmod {n}}.}
Еквівалентні визначення:
- Різниця a − b ділиться на n націло. Тобто a − b  = kn, де k — якесь ціле число.
- Число a може бути записано у вигляді a = b + kn, де k — якесь ціле число.

Наприклад:
- {\displaystyle \ 15\equiv 4{\pmod {11}}.}

Справді, 15 − 4 = 11 і 11 очевидно ділиться на 11.
- {\displaystyle \ 16\equiv 37{\pmod {7}}.}

Маємо 16 − 37 = −21 і −21 ділиться на 7 націло.
- {\displaystyle \ 16\equiv -5{\pmod {7}}.}

У цьому разі 16−(−5)=16+5=21 і 21 ділиться на 7.
Властивості, що виконуються для відношення рівності, виконуються також для рівності за модулем.
Якщо {\displaystyle a_{1}\equiv b_{1}{\pmod {n}}} та {\displaystyle a_{2}\equiv b_{2}{\pmod {n}}}, тоді:
- {\displaystyle (a_{1}+a_{2})\equiv (b_{1}+b_{2}){\pmod {n}}\,}
- {\displaystyle (a_{1}-a_{2})\equiv (b_{1}-b_{2}){\pmod {n}}\,}
- {\displaystyle (a_{1}a_{2})\equiv (b_{1}b_{2}){\pmod {n}}.\,}

## Рівність за модулем як відношення еквівалентності
З визначення рівності за модулем витікають такі властивості:
- рефлексивність {\displaystyle \ a\equiv a{\pmod {n}}.}
- симетричність {\displaystyle \ a\equiv b{\pmod {n}}\quad \iff \quad \ b\equiv a{\pmod {n}}.}
- транзитивність: якщо {\displaystyle \ a\equiv b{\pmod {n}}} та {\displaystyle \ b\equiv c{\pmod {n}}}, то також {\displaystyle \ a\equiv c{\pmod {n}}.}

Тобто відношення рівності за модулем є відношенням еквівалентності на множині цілих чисел {\displaystyle \mathbb {Z} }. Тоді {\displaystyle \mathbb {Z} } розбивається на класи еквівалентності.
Клас еквівалентності відношення рівності за модулем n до якого належить число a позначається {\displaystyle {\overline {a}}_{n}}.
Оскільки, {\displaystyle n\equiv 0{\pmod {n}}}, то додати n, теж саме, що і додати 0. Тому клас числа {\displaystyle {\overline {a}}_{n}=\left\{a,a\pm n,a\pm 2n,a\pm 3n,\ldots \right\}=\left\{\ldots ,a-2n,a-n,a,a+n,a+2n,\ldots \right\}.}
Для прикладу, розглянемо відношення по модулю 2. {\displaystyle \ a\equiv b{\pmod {2}}}, тоді і тільки тоді, коли їх різниця {\displaystyle a-b} парне число. Це співвідношення призводить до двох класів еквівалентності: один клас, що складається з усіх парних чисел, та другий, який складається з усіх непарних чисел. Клас парних чисел позначається, як [0], непарних як [1]. Згідно з цим співвідношенням 8, 10 та 118 належать одному класу — {\displaystyle [0]={\overline {0}}_{2}=\left\{0,\pm 2,\pm 4,\pm 6,\ldots \right\}}.
Множина класів конгруентності за модулем {\displaystyle n} позначається: {\displaystyle \mathbb {Z} /n\mathbb {Z} } (або, {\displaystyle \mathbb {Z} /n} чи {\displaystyle \mathbb {Z} _{n}}) і за визначенням це:
{\displaystyle \mathbb {Z} /n\mathbb {Z} =\left\{{\overline {a}}_{n}|a\in \mathbb {Z} \right\}.}
Коли n ≠ 0, {\displaystyle \mathbb {Z} /n\mathbb {Z} } має n елементів, і може бути записано:
{\displaystyle \mathbb {Z} /n\mathbb {Z} =\left\{{\overline {0}}_{n},{\overline {1}}_{n},{\overline {2}}_{n},\ldots ,{\overline {n-1}}_{n}\right\}.}
Для цих класів можна задати операції додавання, віднімання, множення:
- {\displaystyle {\overline {a}}_{n}+{\overline {b}}_{n}={\overline {(a+b)}}_{n}}
- {\displaystyle {\overline {a}}_{n}-{\overline {b}}_{n}={\overline {(a-b)}}_{n}}
- {\displaystyle {\overline {a}}_{n}{\overline {b}}_{n}={\overline {(ab)}}_{n}.}

Обґрунтованість цих означень випливає із властивостей попереднього розділу.

## Кільце класів рівності за модулем
Таким чином {\displaystyle \mathbb {Z} /n\mathbb {Z} } є комутативним кільцем. Наприклад в {\displaystyle \mathbb {Z} /24\mathbb {Z} }, маємо
{\displaystyle {\overline {12}}_{24}+{\overline {21}}_{24}={\overline {9}}_{24}}
Деякий елемент {\displaystyle {\overline {m}}_{n}} має обернений елемент тоді й лише тоді коли m i n є взаємно простими числами. Справді, якщо m i n є взаємно простими, то тоді існують {\displaystyle a,b\in \mathbb {Z} } такі, що {\displaystyle an+bm=1.\;} Звідси:
{\displaystyle an+bm\equiv 1{\pmod {n}}} і як наслідок {\displaystyle bm\equiv 1{\pmod {n}}.}
Навпаки, якщо {\displaystyle bm\equiv 1{\pmod {n}}} для деякого {\displaystyle b}, то {\displaystyle an+bm=1\;} для деякого {\displaystyle a}, що неможливо, враховуючи взаємну простоту m i n.
Відповідно, якщо {\displaystyle n} просте число, то {\displaystyle \mathbb {Z} /n\mathbb {Z} } є полем.

## Розв'язування лінійних рівнянь
Лінійне рівняння записується у вигляді
{\displaystyle a\cdot x\equiv b{\pmod {n}}.}
Розв'язок можна отримати безпосередньо діленням {\displaystyle x\equiv {\frac {b}{a}}{\pmod {n}}} або за допомогою формули
{\displaystyle x\equiv b\cdot a^{\varphi (n)-1}{\pmod {n}},} якщо НСД {\displaystyle (a,n)=1,} тобто взаємно прості числа.
Функція {\displaystyle \varphi (n)} — функція Ейлера, яка дорівнює кількості натуральних чисел, не більших n і взаємно простих з ним.
Якщо НСД {\displaystyle (a,n)\not =1}, порівняння або має не єдиний розв'язок, або не має розв'язків. Як легко побачити, порівняння
{\displaystyle 2\cdot x\equiv 3{\pmod {4}}}
не має розв'язків на множині натуральних чисел.
Інше порівняння
{\displaystyle 4\cdot x\equiv 6{\pmod {22}}}
має два розв'язки
{\displaystyle x=7,\;x=18.}